# Cloe

Chloe es un nombre propio femenino de origen griego en su variante en español.

## Origen y difusión
Proviene del griego antiguo Χλοη (Chloē), utilizado también como epíteto de Deméter, la diosa griega de la agricultura (Ceres para los romanos). Desde el punto de vista etimológico, proviene del término χλοη (chloē), que significa «verde», «joven», «fresco», referido en particular a la hierba recién brotada, por lo que es análogo por significado a los nombres Viridiana y Cloris (este último proveniente de la misma raíz griega).
El nombre está presente en la Biblia, donde Cloe es una discípula de San Pablo, citada en la Primera epístola a los corintios (1Co 1,11). En inglés, el nombre entró en uso común a continuación de la Reforma protestante. En italiano, se empezó a emplear, aunque muy raramente, a partir del Renacimiento, siendo recordado sobre todo por la coprotagonista de la novela pastoral Dafnis y Cloe de Longo, obra retomada posteriormente por varios poetas arcadianos del siglo XVIII y posteriormente por Ravel en un ballet suyo.
En España, y especialmente en Cataluña, el nombre Cloe y su variante Chloe se han popularizado en la segunda década del siglo XXI hasta formar parte de la lista de los 100 nombres más comunes entre las recién nacidas. A fecha de 2016, hay 3521 Chloes y 2328 Cloes en España.

## Santoral
El nombre Cloe carece de santo patrón, por lo que puede festejarse el onomástico el 1 de noviembre con ocasión del Día de Todos los Santos.

## Variantes
| Variantes en otras lenguas | Variantes en otras lenguas                          |
| -------------------------- | --------------------------------------------------- |
| Español                    | Cloe Khloe                                          |
| Catalán                    | Cloe                                                |
| Francés                    | Cloé, Chloé                                         |
| Griego antiguo             | Χλόη (Chloē)                                        |
| Inglés                     | Chloe, Khloe, Cloe, Chloë Hipocorísticos: Chlo, Clo |
| Italiano                   | Cloe                                                |
| Polaco                     | Chloe                                               |
| Portugués                  | Cloé                                                |
| Ruso                       | Хлоя (Jloya)                                        |